# Isaack Colonia
Isaack Colonia, eigentlich Isaack Adamsz. Colonia, (* um 1611/12 in Rotterdam; † 27. März 1663 in Rotterdam) war ein holländischer Maler.
Isaack Colonia war ein Sohn des Malers Adam Louisz. Colonia und der Baetris Dircksdr. van Beyeren. Er wurde wahrscheinlich von seinem Vater ausgebildet. Später bildete er seinen ebenfalls als Maler tätigen Sohn Adam Colonia aus. Über sein Leben ist heute nur noch wenig bekannt. Es lassen sich ihm nur noch wenige Werke nachweisen, doch scheint er sowohl Stillleben und Landschaften als auch Porträts gemalt zu haben.

## Werke
- Verbleib unbekannt

Bildnis einer Frau. (zugeschrieben – am 6. Juli 1999 bei Phillips Son & Neale in London versteigert)
Stillleben mit totem Kiebitz. (am 5. November 2002 bei Sotheby's in London versteigert)